# Ostermann
Ostermann ist ein deutscher Familienname.

## Herkunft und Bedeutung
Ostermann ist ein Herkunfts- bzw. Wohnstättenname.

## Varianten
- Oster

## Familien
- Ostermann (Adelsgeschlecht), erloschenes deutsch-stämmiges russisches Grafengeschlecht

## Namensträger
- Alexander Iwanowitsch Ostermann-Tolstoi (1770/1771–1857), russischer Offizier
- Arthur Ostermann (1864–1941), deutscher Ministerialbeamter
- August Ostermann (1877–1953), deutscher Pastor
- Clemens Ostermann (1984–2007), deutscher Synchronsprecher, Schauspieler und Musiker
- Corny Ostermann (1911–um 1945), deutscher Musiker
- Dagmar Ostermann (Dagmar Bock; 1920–2010), österreichische Holocaustüberlebende
- Dennis Ostermann, deutscher Sänger, Komponist und Produzent
- Eduard Ostermann (1922–2005), österreichischer Manager und christlicher Autor
- Edward Ostermann, Geburtsname von Monk Eastman (1873–1920), US-amerikanischer Krimineller
- Elard Ostermann (* 1968), deutscher Fußballspieler und -trainer
- Eleonore Berchtold-Ostermann (* 1947), österreichische Juristin
- Ernst Ostermann (1889–1970), deutscher Politiker (SRP/FDP)
- Fjodor Andrejewitsch Ostermann (1723–1804), russischer Generalleutnant
- Fred Ostermann (1934–2012), deutscher Windsurfer und Erfinder
- Friedrich Ostermann (Literaturwissenschaftler) (1918–2006), deutscher Literaturwissenschaftler und Didaktiker
- Friedrich Ostermann (Bischof) (1932–2018), Weihbischof im Bistum Münster
- Hanns Ostermann (* 1953), deutscher Journalist
- Hans Ostermann (1898–1990), deutscher Architekt
- Hartmut Ostermann (* 1951), deutscher Unternehmer und Politiker
- Hedwig von Ostermann (um 1870–nach 1911), österreichische Schauspielerin
- Heinrich Johann Friedrich Ostermann (Andrei Iwanowitsch von Ostermann; 1687–1747), russischer Diplomat und Staatsmann
- Heinz Ostermann (Synchronsprecher) (1936–2012), deutscher Schauspieler und Synchronsprecher
- Heinz Ostermann (Ringer) (* 1940), deutscher Ringer
- Helmut Ostermann, Geburtsname von Uri Avnery (1923–2018), israelischer Journalist, Schriftsteller und Friedensaktivist
- Helmut Ostermann (Fußballspieler) (* 1926), deutscher Fußballspieler
- Hother Ostermann (1876–1950), dänischer Pastor, Missionar, Lehrer, Historiker, Genealoge, Schriftsteller und Übersetzer
- Ingrid Ostermann (* 1968), deutsche Architektin und Autorin
- Isabel Ostermann (* 1975), deutsche Opernregisseurin
- Iwan Andrejewitsch Ostermann (1725–1811), russischer Diplomat und Kanzler
- Jiří Ostermann (1935–1990),  tschechischer Schauspieler, Rezitator und Texter
- Johann Ostermann (Fußballspieler) (1911–1968), österreichischer Fußballspieler
- Johann Erich Ostermann (auch Johann Ehrenreich Ostermann; 1611–1668), deutscher Gräzist
- Klaus Ostermann (* 1974), deutscher Informatiker
- Lars Ostermann (1916–1982), grönländischer Handelsverwalter und Landesrat
- Ludwig Ostermann (1819–1900), deutscher Medailleur und Unternehmer
- Manfred Ostermann (* 1958), deutscher Politiker und Landrat
- Manuel Ostermann (* 1990), deutscher Polizeibeamter und Politiker
- Marie-Christine Ostermann (* 1978), deutsche Unternehmerin und Lobbyistin
- Max Ostermann (Mediziner) (1886–1967), österreichischer Mediziner und Herausgeber
- Max-Hellmuth Ostermann (1917–1942), deutscher Luftwaffenoffizier
- Max Ralph-Ostermann (1881–1934), deutscher Theater- und Filmschauspieler
- Michael Ostermann (1945–2014), deutscher Komponist, Dirigent, Musiker und Autor
- Nils Ostermann (* 2003), österreichischer Fußballspieler
- Oliver Ostermann (* 1972), deutscher Hörfunkmoderator
- Paul von Ostermann, deutscher Kunstwissenschaftler und Kunstsammler
- Peter Ostermann (1939–2011), grönländischer Politiker und Polizist
- Petrus Ostermann (um 1595–um 1657), deutscher Jurist
- Renate Ostermann (Renate Drisaldi; 1937–2015), deutsche Tennisspielerin
- Rick Ostermann (* 1978), deutscher Filmregisseur und Drehbuchautor
- Theodor Ostermann (1894–1968), deutscher Bibliothekar
- Thomas Ostermann (* 1966), deutscher Fußballspieler
- Tim Ostermann (* 1979), deutscher Politiker (CDU)
- Tom Ostermann (* 1968), grönländischer Politiker und Polizist
- Wilhelm Ostermann (Politiker) (1817–1856), deutscher Jurist, Eisenbahndirektor und preußischer Abgeordneter
- Wilhelm Ostermann (Pädagoge) (1850–1922), deutscher Lehrer
- Willi Ostermann (1876–1936), deutscher Liedermacher
- Willi Ostermann (Fußballspieler) (1920–2013), deutscher Fußballspieler und -trainer